# مهدی ضرغامی
مهدی شقاقی ضرغامی استاد ایرانی مهندسی عمران است که بین ۱۳۵۴ تا ۱۳۵۶ پنجمین نایب‌التولیهٔ (رئیس به‌طور دفاکتو یا غیررسمی) دانشگاه صنعتی آریامهر بود. او همچنین مؤسس دانشگاه صنعتی اصفهان است. او هم‌اکنون از کارشناسان عالی سیمسن گومپرتس است. او عضو هیئت امنای بنیاد دانشنامه ایرانیکا است. ضرغامی مدتی مدیریت شرکت ملی صنایع مس ایران (مس سرچشمه) را بر عهده داشت. او عضو پیوسته انجمن مهندسان عمران آمریکا است.
او دیپلم خود را از دبیرستان البرز لیسانس مهندسی عمران خود را از جورجیا تک، و فوق لیسانس و دکترای مهندسی سازه خود را از دانشگاه ایلینوی در ۱۹۶۵ دریافت کرد. در ۱۹۶۸ با وجودی که به‌طور تمام وقت در شرکت کار می‌کرد به خاطر علاقه به ریاضی فوق لیسانس ریاضی را از ام آی تی گرفت و به ایران آمد. پدر وی ارتشبد عزت‌الله ضرغامی از امرای ارتش در دوره محمدرضا شاه و پدر بزرگ وی سرلشگر عزیزالله ضرغامی از امرای ارتش در دوره رضا شاه بود.